# بابارندا شمالی
بابارندا شمالی (به لاتین: Babarenda North) یک منطقهٔ مسکونی در سری‌لانکا است که در استان جنوبی (سری‌لانکا) واقع شده‌است.